# Kollektivimprovisation
Kollektivimprovisation beschreibt ein Stilmerkmal des Jazz, das auch in der zeitgenössischen Improvisationsmusik verwendet wird.
Kollektivimprovisation bedeutet im Gegensatz zur in den meisten Jazzstilen verbreiteten Soloimprovisation, dass die gesamte Gruppe der Musiker gemeinsam über ein bestimmtes (z. B. harmonisches) Gerüst improvisiert. Im New Orleans Stil wie sehr viel später auch wieder im Free Jazz ist diese kollektive, mehrstimmige Form der Improvisation sehr verbreitet.

## Kollektivimprovisationen im frühen Jazz
Hinsichtlich der kollektiven Improvisationen im frühen Jazz sind einschränkend einige Präzisierungen zu machen:
- Wenn im New Orleans Jazz improvisiert wurde, dann relativ eng an die Melodie angelehnt, eine freiere Improvisation über Harmonien entwickelte sich erst später. Da die Übergänge von Ragtime, Blues, Spiritual und zeitgenössischer Tanzmusik zum Jazz fließend waren (viele Bands spielten schlichtweg alles, was gerade beim Publikum ankam), waren auch die einzelnen Stilmerkmale (wie Improvisation), die den frühen Jazz auszeichneten, oft unterschiedlich stark ausgeprägt.[2]

- Bei einigen Bands, die längere Zeit in derselben Besetzung spielten, deren Mitglieder Noten lesen konnten, oder die intensive Proben ansetzten, spielte Improvisation vor Publikum oft keine Rolle. Beispielsweise verbat sich Fate Marable, durch dessen „Ausbilderhände“ viele später berühmte New-Orleans-Musiker gingen, Improvisation überhaupt (bzw. ließ nur wenige Ausnahmen, wie beim jungen Louis Armstrong, zu). Jelly Roll Morton ließ, wie der Kornettist George Mitchell erzählte, vor Plattenaufnahmen jede Feinheit eines Stücks präzise einstudieren und gab den Musikern sogar Vorgaben für ihre Soli (Omer Simeon spielte den über mehrere Takte gehaltenen Klarinettenton im berühmten „Dr. Jazz“-Solo auf Anweisung Mortons.)

- Wenigstens bei Bands, die auf keine längere gemeinsame Erfahrung, intensive Proben oder Notenkenntnisse zurückgreifen konnten, muss kollektive Improvisation (oder, wie man in New Orleans sagte, „Ausschmückung“) zwangsläufig eine größere Rolle gespielt haben. Idealtypisch wurde im New Orleans Jazz die Kollektivimprovisation nach folgendem Modell organisiert: Die Lead-Stimme, die beim Kornettisten oder Trompeter lag, paraphrasierte zunächst in enger Anlehnung an die gegebene Melodie, worauf sich die anderen Melodieinstrumente wechselnd und gleichzeitig, also in einander folgenden wie auch in sich verschobenen Ketten eines Call and Response bezogen. Die Posaune reagierte mit einer einfachen, rhythmisch akzentuierten Bassstimme und die Klarinette sowie eventuell weitere Blasinstrumente durch relativ freie Zusatzstimmen, die sich eher als Arpeggien über die dem Thema zugrunde gelegten Akkorde begreifen lassen.

- Ab dem Chicago-Stil gewinnt dann die Improvisation einzelner Solisten eine immer größere Rolle, ohne dass allerdings diese polyphonen Kollektivimprovisationen vollständig wegfallen.

## Kollektive Improvisation in späteren Jazzstilen
Später, im Swingstil, wurde der Kollektivimprovisation ein durch sogenannte Head Arrangements strukturierter Raum zugewiesen. Auch hier hing es vom Anlass und von der Stimmung der Musiker und Bandleader ab, ob das Pendel mal mehr zur einstudierten oder mal mehr zur improvisierten Musik ausschlug. Die klassische Live-Aufnahme von „Sing, Sing, Sing“ aus Benny Goodmans berühmtem Carnegie-Hall-Konzert entstand zum Beispiel, weil der Schlagzeuger Gene Krupa nach dem planmäßigen Ende des Stücks einfach weiterspielte und die einzelnen „sections“ der Band (mit kurz untereinander ansignalisierten Riffs) sowie die Solisten (Jess Stacy und andere) spontan darauf eingingen.
Auch im Swing, im Bebop und im Cool Jazz gab es kollektive Improvisation in dem eingeschränkten Sinne, dass nicht nur gegebenenfalls die Soli, sondern selbstverständlich auch die Begleitstimmen der Rhythmusgruppe in aller Regel improvisiert wurden – nur dass hier eben das Solo im Vordergrund stand und nicht das „Gesamterlebnis“ der sozusagen „gleichberechtigten“ Stimmen. Als Ausnahmen zu dieser Darstellung können einige kleinere Besetzungen gelten, wo der Gesamteindruck des Zusammenspiels in den Vordergrund gerückt wurde, so zum Beispiel bei einigen Piano-Trios, etwa dem von Bill Evans.
Eine wirkliche Renaissance erlebte die eigentliche Kollektivimprovisation dann aber erst im Free Jazz, sehr deutlich bei Ornette Colemans Einspielung von Free Jazz: A Collective Improvisation (1961), die stilbildend wirkte und etwa in John Coltranes Ascension (1965) einen weiteren Höhepunkt erlebte. Sie ist aber in Vorformen bei Musikern wie Charles Mingus und George Russell vorhanden, dort allerdings noch stark auf die Polyphonie bezogen und auf vorgegebene Schemata. Eine Ausnahme stellen zwei Aufnahmen der Band von Lennie Tristano 1949 dar, die in „Intuition“ und „Disgression“ die ersten, strukturell offenen Kollektivimprovisationen einspielte.
Erst im Free Jazz wurde die gleichzeitige improvisierte Kommunikation der Musiker als die Struktur der Stücke organisierend begriffen. Zugleich gewinnen Reaktionsmuster eine Rolle, wie sie etwa Vinko Globokar für die zugleich aus der Neuen Musik entstehende freie Improvisation herausarbeitete: nachahmen, das Gegenteil spielen, Ideen vorschlagen, annehmen, gemeinsam entwickeln usw. Dabei wird die klassische Arbeitsteilung in Solisten und Begleiter aufgegeben.